# Office central pour la répression de la traite des êtres humains
Vous pouvez aider à l'améliorer ou bien discuter des problèmes sur sa page de discussion.
- Son texte doit être wikifié : il ne correspond pas à la mise en forme Wikipédia (style, typographie, liens internes, liens entre les wikis, etc.). (Marqué depuis avril 2025)
- Il n’est pas rédigé dans un style encyclopédique. (Marqué depuis avril 2025)

L’Office central pour la répression de la traite des êtres humains (OCRTEH) est un service français de la direction nationale de la Police judiciaire (DNPJ) créé par le décret no 58-1039 d’octobre 1958 (anciennement nommé office central chargé de faciliter la lutte contre le proxénétisme). Il s’agit d’un service de police judiciaire luttant contre la traite des êtres humains à des fins d’exploitation sexuelle et le proxénétisme. Il est rattaché à la Sous-direction de la lutte contre la criminalité organisée et la délinquance spécialisée (SDLCODS).

## Missions et organisation
L’OCRTEH est un office central de la police judiciaire à compétence nationale, chef de file pour la lutte contre la traite des êtres humains à des fins d’exploitation sexuelle (TEHES) et le proxénétisme. À ce titre, il a un rôle de coordinateur de l’action de l’ensemble des forces de sécurité intérieure (FSI) sur cette thématique, au travers de missions à la fois opérationnelles et stratégiques.

### Plan opérationnel
Sur le plan opérationnel, l’OCRTEH est chargé de mener et de coordonner des enquêtes d’envergure nationale ou internationale visant à la répression de la traite des êtres humains à des fins d’exploitation sexuelle et/ou le proxénétisme. L’objectif de l’office est de remonter les organisations criminelles jusqu’à leurs têtes, qui peuvent se trouver à l’étranger dans des pays sources, où sont recrutées les victimes et captés les bénéfices de leur exploitation en France. L’OCRTEH met alors en œuvre une coopération policière et judiciaire avec ces pays, permettant de démanteler les organisations criminelles jusqu’à leurs racines.
L’office dispose d’une compétence nationale et travaille souvent en co-saisine avec les services d’enquête territoriaux lorsque les réseaux criminels sont implantés sur une ou plusieurs parties du territoire. L’OCRTEH s’appuie donc sur tous les services de police et gendarmerie appelés à constater des infractions relatives au proxénétisme et tenus de l’en informer.

### Plan stratégique
Sur le plan stratégique, l’OCRTEH est chargé de centraliser l’ensemble des informations sur le proxénétisme et la traite des êtres humains à des fins d'exploitation sexuelle au niveau national et international. L’article D8 du Code de procédure pénale engage l’ensemble des services de police et de gendarmerie à transmettre à l’OCRTEH les renseignements relatifs à ces affaires diligentées sur le territoire national dans un but de centralisation, de coordination et de diffusion.
Grâce à cette remontée d’informations, l’OCRTEH est chargé de mesurer et d’analyser l’évolution de la TEHES et de détecter les nouveaux modes opératoires des réseaux d’exploitation, afin d’adapter les stratégies de lutte face à un phénomène criminel ultra lucratif, et en constante évolution. Pour cela, l’OCRTEH produit régulièrement un état de la menace, destiné à informer l’ensemble des FSI sur cette forme de criminalité et ses modes opératoires.
L’OCRTEH participe étroitement aux initiatives interministérielles sur cette thématique, notamment au 3ème plan de lutte contre l'exploitation et la traite des êtres humains, piloté par la Mission interministérielle pour la protection des femmes contre les violences et la lutte contre la traite des êtres humains (MIPROF), lancé par le gouvernement en décembre 2023, mais également à la première stratégie nationale de lutte contre le système prostitutionnel, portée par le ministère chargé de l’Égalité entre les femmes et les hommes et de la Lutte contre les discriminations et présentée en mai 2024.
L’OCRTEH a d’ailleurs décliné ces initiatives en un volet spécifiquement répressif : le premier plan national de répression de la traite des êtres humains à des fins d'exploitation sexuelle (2024–2026), lancé le 26 juin 2024. Ce plan se fixe 6 objectifs, comprenant 22 mesures déclinées en 54 actions. Ses 6 objectifs sont : 
1. améliorer la connaissance de la traite des êtres humains à des fins d’exploitation sexuelle ;
2. renforcer les capacités humaines, les moyens et le travail en réseau des forces de sécurité intérieure pour lutter contre la TEHES, notamment contre l’exploitation sexuelle des mineurs à des fins prostitutionnelles ;
3. promouvoir les partenariats afin d’accroître l’identification des situations d’exploitation sexuelle ;
4. entraver à la source les réseaux de TEHES ;
5. améliorer la prise en charge et l’accompagnement des victimes de TEHES identifiées dans des affaires ;
6. diminuer la demande d’actes sexuels tarifés.

Afin de mieux protéger les victimes et démanteler les réseaux criminels, l’OCRTEH met en place de nombreuses actions de formation destinées aux enquêteurs, professionnels et acteurs de la chaîne pénale, notamment dans le domaine de l’exploitation sexuelle des mineurs. L’OCRTEH œuvre également pour une meilleure connaissance et sensibilisation au niveau central et territorial, à travers des actions de communication sur la lutte contre la TEHES et sur la responsabilité pénale du client, afin de réduire la demande de services sexuels tarifés.
Enfin, l’office est chargé du suivi de la coopération internationale policière dans son domaine de compétence. Il traite les demandes émises des services de police étrangers et représente la France dans les instances de coopération policière internationales (notamment Europol et Interpol). Il participe aux travaux stratégiques visant, dans le cadre des projets européens et internationaux, à améliorer la coopération internationale entre les États membres et avec les pays sources de traite et de proxénétisme. L’OCRTEH est notamment engagé dans l’initiative européenne EMPACT1, menée par les États membres, qui a pour objectif d’identifier et de lutter contre les différents types de menaces criminelles de l’Union européenne.
Des partenariats ont, par ailleurs, été développés avec les pays sources de traite. Depuis septembre 2020, l’OCRTEH est membre du programme européen EL PAcCTO dédié à lutter contre la criminalité transnationale organisée dans les pays d’Amérique latine. Le programme s’organise autour de la coopération policière stratégique et opérationnelle entre ces pays et l’Europe via l’échange d’informations, la création d’un réseau de correspondants dédiés et le renforcement des capacités opérationnelles des forces de sécurité.
L’office constitue également le relai d’Interpol au niveau national pour les échanges d’information. Il participe à des colloques internationaux, collabore avec les ministères, organismes internationaux, organisations non gouvernementales et associations nationales investis dans la prévention et la lutte contre la traite des êtres humains et dans la protection des victimes.
Outre ces coopérations multilatérales, l’OCRTEH entretient des relations bilatérales privilégiées avec ses homologues des pays sources de traite et ses partenaires européens.

### Textes de loi
- Loi no 46-685 du 13 avril 1946 dite Marthe Richard tendant à la fermeture des maisons de tolérance et au renforcement de la lutte contre le proxénétisme
- Décret no 58-1039 du 31 octobre 1958 instituant au ministère de l'intérieur un office central chargé de faciliter la lutte contre le proxénétisme (devenu office central pour la répression de la traite des « êtres humains »
- Loi no 2016-444 du 13 avril 2016 visant à renforcer la lutte contre le système prostitutionnel et à accompagner les personnes prostituées

### Conventions européennes et internationales
- Convention pour la répression de la traite des êtres humains et de l’exploitation de la prostitution d’autrui (1949) des Nations Unies, ratifiée par la France le 19 novembre 1960
- Convention des Nations Unies contre la criminalité transnationale organisée (2000), ou Convention de Palerme, et son Protocole additionnel visant à prévenir, réprimer et punir la traite des personnes, en particulier des femmes et des enfants (2000), ou Protocole de Palerme, adoptés par les Nations-Unies le 15 novembre 200 à New-York, signés par la France le 12 décembre 2000 et ratifiés le 29 octobre 2002
- Convention du Conseil de l'Europe sur la lutte contre la traite des êtres humains (2005), dite Convention de Varsovie, signée par la France le 22 mai 2006 et ratifiée le 9 janvier 2008
- Directive 2011/36/UE concernant la prévention de la traite des êtres humains et la lutte contre ce phénomène ainsi que la protection des victimes (2011) transposée en droit français par la loi no 2013-711 du 5 août 2013 portant diverses dispositions d'adaptation dans le domaine de la justice en application du droit de l'Union européenne et des engagements internationaux de la France. Un complément de transposition a été fait avec la loi no 2016-444 du 13 avril 2016 visant à renforcer la lutte contre le système prostitutionnel et à accompagner les personnes prostituées

### Travail de l'OCRTEH
- Premier plan de répression de la traite des êtres humains à des fins d’exploitation sexuelle 2024–2026

### Articles sur l'OCRTEH
- Le Parisien. Internet, nouveaux réseaux, aide aux victimes : le visage de la prostitution cinq ans après la loi, 13 avril 2021
- Contre la traite des êtres humains. La stratégie de l’OCRTEH pour lutter contre la traite à des fins d’exploitation sexuelle
- Amicale du Nid. Trois questions à Lénaïg Le Bail, commissaire divisionnaire de police et chef de l’Office central pour la répression de la traite des êtres humains, 13 décembre 2024
- Mouvement du Nid. « Il est important de montrer que dans notre pays, les trafiquants et proxénètes ne sont pas les bienvenus », 11 juin 2021
- Le Monde. La création de l’Office central pour la répression de la traite des êtres humains doit faciliter la lutte contre le proxénétisme, 8 novembre 1958
- Le Parisien. Proxénétisme en ligne : rencontre avec les limiers de la PJ qui luttent contre cette menace « gigantesque », 31 juillet 2022
- DALLOZ. Pratique du « caming » : pas de prostitution sans contact corporel, 20 juin 2022

### Reportages
- Mathilde Gautry, INFRAROUGE. En guerre contre le proxénétisme : au nom des femmes, France TV, Cover Films, 2023

### Articles sur des affaires
- Auvergne-Rhône-Alpes. Un réseau de proxénétisme à la tête de salons de massage chinois démantelé, 19 juin 2023
- France Bleu. Un vaste réseau de proxénétisme démantelé entre la Haute-Savoie et la région parisienne, 13 octobre 2020
- Franceinfo. Guadeloupe : démantèlement d’un réseau de proxénétisme international, 9 arrestations effectuées, 5 octobre 2023
- Le Figaro. Un vaste réseau de proxénétisme transatlantique démantelé, trois personnes mises en examen et incarcérées en France, 2 décembre 2022.
- Le Point. Prostitution : un vaste réseau de blanchiment d’argent démantelé à Paris, 5 octobre 2018